# 杉島邦久
杉島 邦久（すぎしま くにひさ、1959年 - ）は、日本の男性アニメ演出家、監督。岐阜県出身。

## 来歴
『重戦機エルガイム』第18話「ガストガル・デモ」で演出デビュー。以後、サンライズ制作アニメをはじめ、数多くのアニメ作品に関わってきた。初監督作品は『死にぞこない係長』。代表作に『遊☆戯☆王デュエルモンスターズ』、『SPEED GRAPHER』などがある。

## 参加作品

### テレビアニメ
1982年
- 戦闘メカ ザブングル（制作進行）

1983年
- 聖戦士ダンバイン（制作進行）

1984年
- 重戦機エルガイム（演出・ストーリーボード・設定制作）

1985年
- 機動戦士Ζガンダム（絵コンテ・演出）

1986年
- 機動戦士ガンダムΖΖ（絵コンテ・演出）

1987年
- 仮面の忍者 赤影（絵コンテ・演出）
- 機甲戦記ドラグナー（絵コンテ）
- ミスター味っ子（演出）

1988年
- 美味しんぼ（絵コンテ・演出）
- 鎧伝サムライトルーパー（演出・ストーリーボード）

1989年
- 獣神ライガー（ストーリーボード）
- らんま1/2 熱闘編（絵コンテ）

1990年
- 勇者エクスカイザー（ストーリーボード）

1991年
- 絶対無敵ライジンオー（絵コンテ・演出）
- 太陽の勇者ファイバード（絵コンテ）

1992年
- カリメロ（絵コンテ・演出）
- 元気爆発ガンバルガー（絵コンテ）
- 伝説の勇者ダ・ガーン（絵コンテ・演出）

1993年
- 機動戦士Vガンダム（絵コンテ）
- ムカムカパラダイス（絵コンテ・演出）
- 勇者特急マイトガイン（絵コンテ・演出）

1994年
- 機動武闘伝Gガンダム（絵コンテ）
- 死にぞこない係長（監督）
- ハックルベリー・フィン物語（絵コンテ）
- 勇者警察ジェイデッカー（絵コンテ・演出）

1995年
- 黄金勇者ゴルドラン（絵コンテ・演出）
- 獣戦士ガルキーバ（絵コンテ）
- 新機動戦記ガンダムW（絵コンテ）
- ナースエンジェルりりかSOS（絵コンテ・演出）
- 爆れつハンター（絵コンテ・演出）

1996年
- 家なき子レミ（絵コンテ）
- 機動戦艦ナデシコ（演出）
- こどものおもちゃ（絵コンテ）
- 少年サンタの大冒険!（絵コンテ・演出）
- 逮捕しちゃうぞ（演出）
- 勇者指令ダグオン（絵コンテ・演出）

1997年
- アニメがんばれゴエモン（絵コンテ）
- 中華一番!（演出）
- 勇者王ガオガイガー（絵コンテ・演出）

1998年
- 快傑蒸気探偵団 TV ANIMATION SERIES（絵コンテ・演出）
- ガサラキ（絵コンテ・演出）
- Night Walker -真夜中の探偵-（絵コンテ）
- ふたり暮らし（絵コンテ）
- ロードス島戦記-英雄騎士伝-（絵コンテ・演出）

1999年
- ゴクドーくん漫遊記（監督・絵コンテ・演出）
- 無限のリヴァイアス（画コンテ・演出）

2000年
- 遊☆戯☆王デュエルモンスターズ（監督・絵コンテ）

2003年
- プラネテス（コンテ）

2004年
- SAMURAI 7（絵コンテ）

2005年
- capeta（絵コンテ）
- SPEED GRAPHER（監督・絵コンテ）
- SoltyRei（絵コンテ）
- MAJOR 2nd season（絵コンテ）

2006年
- 遊☆戯☆王デュエルモンスターズALEX（監督・絵コンテ）※日本未公開
- ウィッチブレイド（絵コンテ）
- ゼーガペイン（絵コンテ）

2007年
- 古代王者 恐竜キング Dキッズ・アドベンチャー（絵コンテ）
- コードギアス 反逆のルルーシュ（コンテ）
- しおんの王（絵コンテ）
- スパイダーライダーズ 〜よみがえる太陽〜（絵コンテ）
- MAJOR 3rd season（絵コンテ）

2008年
- 隠の王（監督・絵コンテ）
- MAJOR 4th season（絵コンテ）

2009年
- MAJOR 5th season（絵コンテ）
- とある魔術の禁書目録（絵コンテ）
- Phantom 〜Requiem for the Phantom〜（絵コンテ）
- メタルファイト ベイブレード（監督・絵コンテ）

2010年
- メタルファイト ベイブレード 爆（監督・絵コンテ）

2011年
- メタルファイト ベイブレード 4D（監督・絵コンテ）

2012年
- メタルファイト ベイブレード ZEROG（監督・シリーズ構成・絵コンテ）

2014年
- オオカミ少女と黒王子（絵コンテ）

2015年
- バトルスピリッツ 烈火魂（監督・絵コンテ）

2016年
- バトルスピリッツ ダブルドライブ（監督・絵コンテ）

2018年
- ポチっと発明 ピカちんキット（絵コンテ）
- メジャーセカンド（絵コンテ）

2020年
- 八男って、それはないでしょう!（絵コンテ）
- アルゴナビス from BanG Dream!（絵コンテ）
- ドラえもん (2005年のテレビアニメ)（絵コンテ）
- ひぐらしのなく頃に業（絵コンテ）
- D4DJ First Mix（絵コンテ）

2021年
- スケートリーディング☆スターズ（絵コンテ）
- BLUE REFLECTION RAY/澪（絵コンテ）
- 100万の命の上に俺は立っている（絵コンテ）
- D_CIDE TRAUMEREI THE ANIMATION（絵コンテ）
- 現実主義勇者の王国再建記（絵コンテ）
- 大正オトメ御伽話（絵コンテ）

2022年
- リアデイルの大地にて（絵コンテ）
- ラブオールプレー（絵コンテ）
- 悪役令嬢なのでラスボスを飼ってみました（絵コンテ）

2023年
- もののがたり（絵コンテ）
- 神達に拾われた男2（絵コンテ）
- カワイスギクライシス（絵コンテ）
- レベル1だけどユニークスキルで最強です（絵コンテ）
- とあるおっさんのVRMMO活動記（絵コンテ）
- 聖剣学院の魔剣使い（絵コンテ）

2024年
- 外科医エリーゼ（絵コンテ）
- ループ7回目の悪役令嬢は、元敵国で自由気ままな花嫁生活を満喫する（絵コンテ）
- 声優ラジオのウラオモテ（絵コンテ）
- さようなら竜生、こんにちは人生（絵コンテ）

2025年
- スライム倒して300年、知らないうちにレベルMAXになってました ～そのに～（監督・絵コンテ）
- Aランクパーティを離脱した俺は、元教え子たちと迷宮深部を目指す。（絵コンテ）

### 劇場アニメ
1991年
- 機動戦士ガンダムF91（演出）

2010年
- 劇場版メタルファイト ベイブレードVS太陽 灼熱の侵略者ソルブレイズ（総監督）

### OVA
1987年
- スクーパーズ（絵コンテ）

1988年
- ガイ -妖魔覚醒-（演出）

1992年
- ガイ 妖魔覚醒 特別編集版（演出・脚色）
- ガイ SECOND TARGET 黄金の女神編（演出）

1998年
- 鉄拳 -TEKKEN-（監督）

2007年
- ストライクウィッチーズ（監督）